# Nathan Levinson
Pour les articles homonymes, voir Levinson.
Nathan Levinson est un ingénieur du son américain né le 15 juillet 1888 à New York (État de New York) et mort le 18 octobre 1952 dans le quartier de Toluca Lake à Los Angeles (Californie).

## Biographie
Alors qu'il travaille pour Western Electric Company, il visite en 1925 les Laboratoires Bell et y assiste à une démonstration de synchronisation du son avec des images. Il persuade alors Sam Warner de s'intéresser à ce système, qui sera adopté dans Don Juan en 1926, puis dans Le Chanteur de jazz en 1927,,,

## Distinctions

### Récompenses
- 1936 : Oscar scientifique et technique
- 1941 : Oscar d'honneur « pour son service remarquable de l'industrie et de l'Armée »
- 1943 : Oscar du meilleur mixage de son pour La Glorieuse Parade (Yankee Doodle Dandy) de Michael Curtiz
- 1948 : Oscar scientifique et technique

### Nominations
- Oscar des meilleurs effets spéciaux
  - 1940 pour La Vie privée d'Élisabeth d'Angleterre (The Private Lives of Elizabeth and Essex) de Michael Curtiz
  - 1941 pour L'Aigle des mers (The Sea Hawk) de Michael Curtiz
  - 1942 pour Le Vaisseau fantôme (The Sea Wolf) de Michael Curtiz
  - 1943 pour Sabotage à Berlin (Desperate Journey) de Raoul Walsh
  - 1944 pour Air Force de Howard Hawks
  - 1945 pour Les Aventures de Mark Twain (The Adventures of Mark Twain) d'Irving Rapper
  - 1947 pour La Voleuse (A Stolen Life) de Curtis Bernhardt
- Oscar du meilleur mixage de son
  - 1934 pour 42e Rue (42nd Street) de Lloyd Bacon
  - 1934 pour Chercheuses d'or de 1933 (Gold Diggers of 1933) de Mervyn LeRoy
  - 1934 pour Je suis un évadé (I Am a Fugitive from a Chain Gang) de Mervyn LeRoy
  - 1937 pour La Charge de la brigade légère (The Charge of the Light Brigade) de Michael Curtiz
  - 1938 pour La Vie d'Émile Zola (The Life of Emile Zola) de William Dieterle
  - 1939 pour Rêves de jeunesse (Four Daughters) de Michael Curtiz
  - 1940 pour La Vie privée d'Élisabeth d'Angleterre
  - 1941 pour L'Aigle des mers
  - 1942 pour Sergent York (Sergeant York) de Howard Hawks
  - 1944 pour C'est ça l'armée ! (This Is the Army) de Michael Curtiz
  - 1945 pour Hollywood Canteen de Delmer Daves
  - 1946 pour Rhapsodie en bleu (Rhapsody in Blue) de Irving Rapper
  - 1949 pour Johnny Belinda de Jean Negulesco
  - 1952 pour Un tramway nommé Désir (A Streetcar Named Desire) d'Elia Kazan